# Sex with Stalin
Sex with Stalin é um dating sim de comédia-paródia desenvolvido por Georgiy Kukhtenkov, também conhecido como "Boobs Dev" (desenvolvedor dos peitos, em português). Nele, o jogador, um russo dos tempos modernos, viaja no tempo e conversa com o antigo líder soviético Josef Stalin sobre diversos assuntos. Além de ser uma paródia de dating sims, o jogo também é uma crítica a socidade russa moderna. Ele recebeu críticas mistas.

## Jogabilidade
O jogo começa na Rússia moderna, onde o protagonista está reclamando sobre a economia e a educação do país. Depois de gabar-se sobre ter relações sexuais com a esposa do vizinho, ele entra em uma máquina do tempo e é transportado para o escritório de Josef Stalin durante os anos 40. O jogo oferece uma gama de conversas com Stalin, onde o jogador pode discutir diversos tópicos, incluindo geopolítica, arte, ciência e BDSM. Também é possível relações sexuais com Stalin. O jogo apela para o humor negro. Por exemplo, em uma das interações, Stalin torna-se o rapper MC Gulag e canta sobre como ele construiu seu império com "lágrimas e ossos". Além disso, o jogo contém cenas de violência e possui dublagem em inglês e russo.
Sex with Stalin possui 25 finais diferentes. Entre eles, está uma linha do tempo onde o protagonista convence Stalin a praticar ioga e ele vive até os 102 anos, outra onde Stalin torna-se interessado em anime, o que faz com que ele use os recursos da União Soviética para criar a franquia Sailor Moon e outro onde Stalin sai do peito do protagonista, como o xenomorfo da franquia Alien.

## Recepção
Sex with Stalin recebeu críticas mistas, apesar de em 2024 as críticas no Metacritic serem no geral boas. Rich Staton do PC Gamer deu uma crítica positiva e elogiou sua atmosfera, afirmando que o jogo era "melhor do que eu esperava" e que era "um trabalho de amor". Honza Srp do iDNES.cz também deu uma crítica positiva, elogiando a subversão do jogo afirmando que os jogadores apreciariam caso "falem inglês e gostem de humor negro". Também disse ser muito melhor do que Stalin vs. Martians (2009). Nate Christiansen do Foreign Policy deu uma crítica negativa, afirmando que o jogo era "surpreendentemente maçante" e que "em nenhum momento ele é erótico". Ashley Bardhan da MEL Magazine analizou as críticas dos jogadores na Steam e chegou na conclusão de que elas eram no geral positivas, com as críticas negativas no geral focando em pessoas decepcionadas com o jogo ser focado nas conversas, e não nos atos sexuais.
O jogo foi criticado pelos comunistas russos. Maxim Suraykin, líder dos Comunistas da Rússia, pediu que o jogo fosse banido e seus desenvolvedores presos. O Partido Comunista da Federação Russa pediu por uma investigação por possível conteúdo criminoso, e Olga Alimova, membro da Duma Federal, afirmou que os desenvolvedores eram "clinicamente insanos" e que deveriam buscar por auxílio médico. Guennadi Zyuganov afirmou em entrevista para o Rossiya 24 que os desenvolvedores eram cínicos. Kukhtenkov rejeitou as acusações de propaganda política dizendo que era "neutro" sobre Stalin, e chamando seu jogo de "surreal e um pouco ridículo". Ainda, ele afirmou ter passado a receber ameaças de morte e que o Partido Comunista espalhou sua identidade pela televisão. Quando o jogo foi lançado, Stalin era uma das figuras histórias da Rússia com o maior índice de aprovação pela população.